# Felix Lobrecht

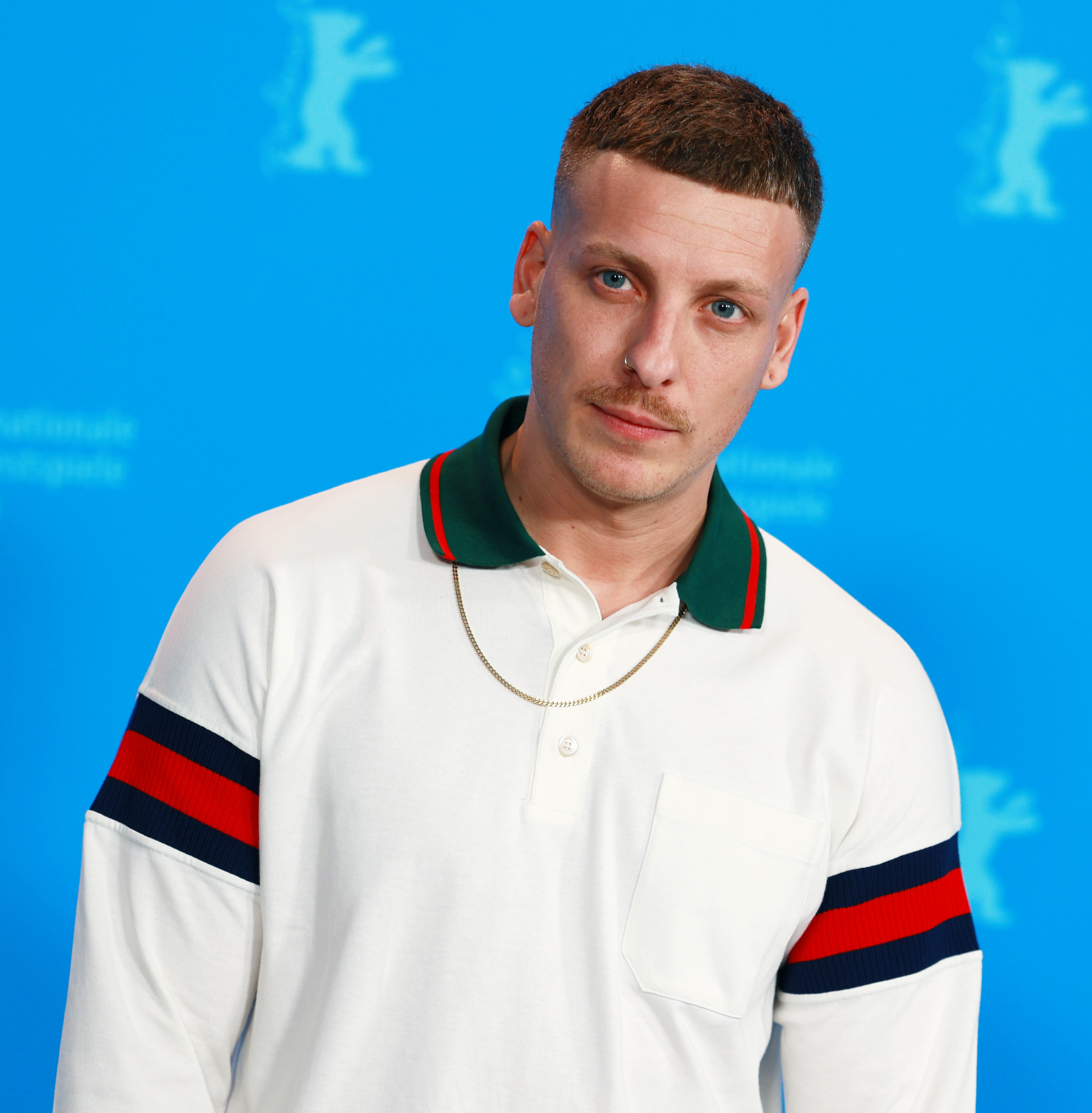
Felix Lobrecht (2023)

Felix Manuel Lobrecht (* 24. Dezember 1988 in Mettingen) ist ein deutscher Stand-up-Comedian, Podcastmoderator, Schlagersänger und Autor.

## Leben und Ausbildung
Lobrecht wurde im nordrhein-westfälischen Mettingen geboren. Nachdem seine Mutter im Jahre 1993 an Brustkrebs verstorben war, zog sein somit alleinerziehender Vater Frank mit ihm und seinen beiden Geschwistern Julian und Sophie nach Berlin. Dort wuchs Lobrecht im Ortsteil Gropiusstadt des Bezirks Neukölln auf.
Ab 2001 besuchte er das Hannah-Arendt-Gymnasium im Neuköllner Ortsteil Rudow, von dem er 2003 wegen auffälligen Verhaltens verwiesen wurde. Er wechselte auf die Clay-Gesamtschule und erlangte dort 2005 den Realschulabschluss. In dieser Zeit lernte er den Techno-DJ Kobosil kennen, mit dem er auf dieselbe Schule ging und mit welchem er bis heute befreundet ist. Danach jobbte er einige Zeit in einem Fitnessstudio und im Pflanzengroßhandel. 2008 holte er die Fachhochschulreife an einem Oberstufenzentrum in Berlin-Schöneweide und 2012 schließlich die Allgemeine Hochschulreife via Nichtschülerprüfung in autodidaktischer Vorbereitung nach. Lobrecht hatte zwischenzeitlich sowohl eine Ausbildung zum Industriekaufmann als auch ein Journalismusstudium abgebrochen. Ab dem Wintersemester 2012/13 studierte er Politikwissenschaft und Volkswirtschaftslehre an der Philipps-Universität Marburg; 2016 wechselte er an die Universität Potsdam. Nach zwischenzeitlicher Unterbrechung nahm er das Studium zum Sommersemester 2021 an der Philipps-Universität Marburg wieder auf. Zum Wintersemester 2023/24 nahm er laut eigener Aussage sein Studium in Politikwissenschaften an der Berliner Humboldt-Universität wieder auf, um seinen Bachelor zu beenden.
Lobrecht hat eine diagnostizierte Aufmerksamkeitsdefizit-/Hyperaktivitätsstörung (ADHS). Er thematisiert auch seine Angststörung, die daraus resultierenden Panikattacken sowie seine immer wiederkehrende Depression.
Lobrecht lebt in Berlin-Kreuzberg am Kottbusser Tor.

## Künstlerische Laufbahn

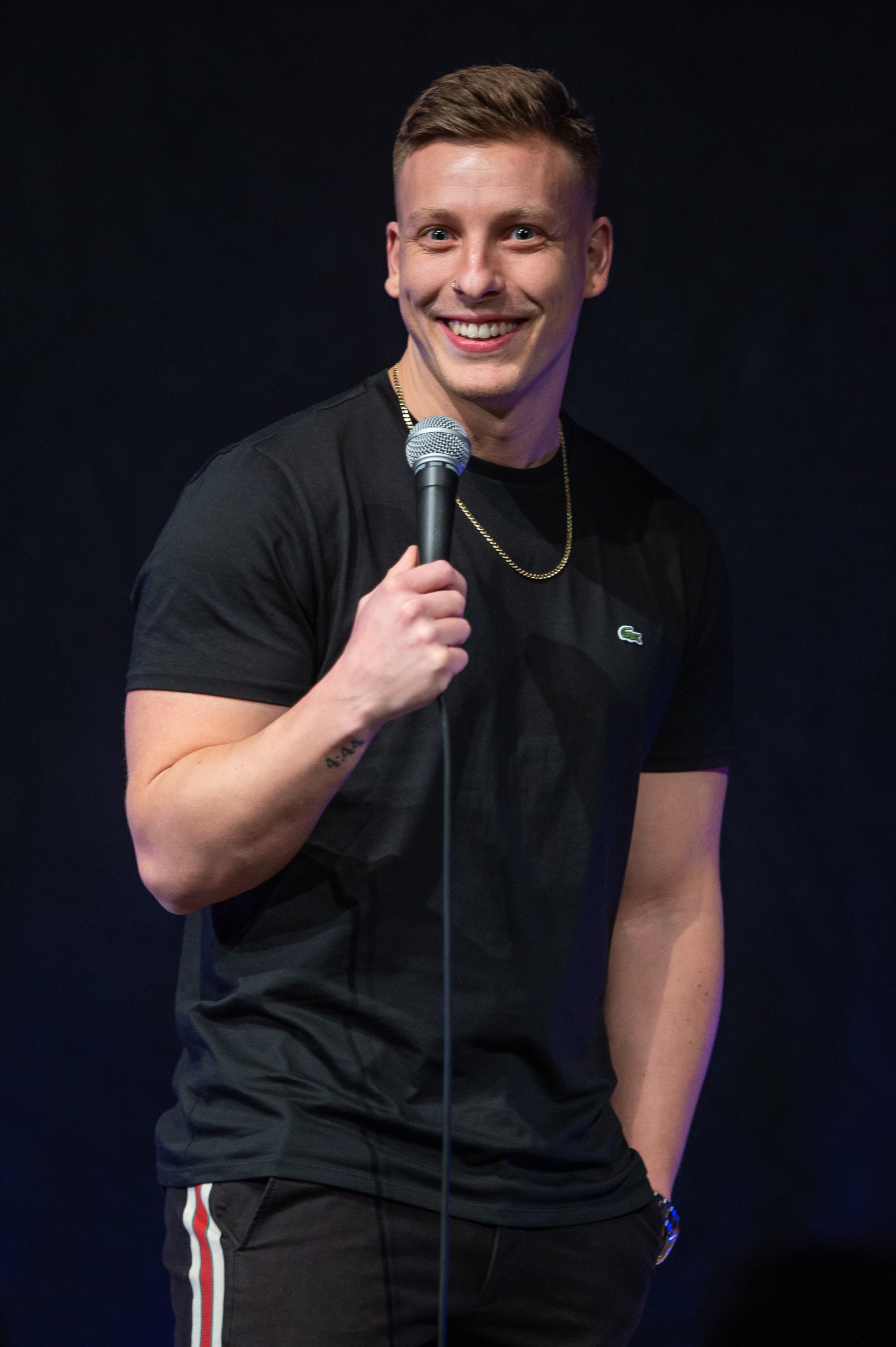
Felix Lobrecht (2019)

Erste Bekanntheit erlangte Lobrecht ab 2008 durch Teilnahmen an diversen Poetry Slams und folgend ab 2015 als Stand-up-Comedian. Erste Bühnenerfahrungen hatte er schon zehn Jahre zuvor bei kleinen Breakdance-Auftritten in Berlin gesammelt. Seit 2017 tritt Lobrecht nicht mehr als Poetry-Slammer, sondern nur noch als Comedian in Deutschland, Österreich und der Schweiz auf. Auf der Bühne erzählt er meist absurde Alltagsgeschichten, die er mit absichtlich schlechten Wortspielen und längeren Pausen ausschmückt. Meistens schwingt ein Berliner Dialekt mit.
Breitere Öffentlichkeit erlangte Lobrecht durch Auftritte in Fernsehshows wie der Köln Comedy Nacht XXL 2016 und der RTL-II-Show Comedy Champions 2016. Seine erste Live-Tour trug den Titel kenn ick. Bis 2020 war er mit dem Programm hype unterwegs und trat nebenbei auch bei anderen Comedyveranstaltungen wie z. B. der 1LIVE-Hörsaal-Comedy oder in der TV-Show Nuhr ab 18 von Dieter Nuhr auf.
Sein erstes Buch 10 Minuten? Dit sind ja 20 Mark!, eine Kollaboration mit Poetry-Slammer Malte Rosskopf, erschien im Oktober 2015 beim Satyr Verlag. Lobrechts zweites Buch Sonne und Beton wurde am 10. März 2017 beim Ullstein-Verlag veröffentlicht. Hierin erzählt er Geschichten und Anekdoten angelehnt an seine Kindheit und das Aufwachsen in Berlin-Neukölln und der Gropiusstadt. Auf Grundlage des Buches erschien im Februar 2023 auf der Berlinale der gleichnamige Film, bei dem Lobrecht gemeinsam mit Regisseur David Wnendt das Drehbuch schrieb.
Seit September 2017 veröffentlicht Lobrecht gemeinsam mit Tommi Schmitt wöchentlich den Podcast Gemischtes Hack, der seit September 2019 exklusiv bei Spotify zu hören ist. Erneut gemeinsam mit Schmitt hatte Lobrecht 2019 das 1-Live-Comedy-Format Was machen Sachen?, in dem die beiden absurde Fragen beantworten, betrieben. Die Folgen wurden wöchentlich auf YouTube veröffentlicht.
Von Oktober 2019 bis September 2021 veröffentlichte 1LIVE 38 Episoden der Rubrik Wie geht?, in der Lobrecht gewöhnliche Utensilien bereitgelegt wurden, anhand derer er einen Lifehack erraten musste.
Seit dem 10. Februar 2022 moderiert Lobrecht ein Mal im Monat die rund zwei Stunden lange Sendung 1 Live 99 Problems auf 1 live.
Am 12. Februar 2021 veröffentlichte die New York Times ein Porträt über Lobrecht, das am 17. Februar in die internationale Druckausgabe kam und es dort auf das Titelblatt schaffte.
Am Freitag, den 29. September 2023, erhielt er in Berlin bei Tourabschluss seines Programmes All You Can Eat den Deutschen Comedypreis (2023) in der Kategorie Erfolgreichstes Live-Programm. Den Preis übergaben die Entertainer und Zwillinge Dennis und Benni Wolter (World Wide Wohnzimmer).
Seit 2024 ist Felix Lobrecht gemeinsam mit dem Rapper Kontra K Manager des Fußballteams Beton Berlin, das in der neu gegründeten Hallenfußballliga Baller League antritt.
Mitte 2024 eröffnete Lobrecht eine eigene Comedy-Kellerbar namens „Downstairs Comedy Club“. Dieser befindet sich in der Oranienburger Straße in Berlin-Mitte und soll sowohl unbekannten Künstlern als auch Comedy-Stars eine Bühne bieten. Der neueröffnete Comedy Club stieß auf positive Resonanz; die Karten der ersten Vorstellungen waren binnen weniger Sekunden ausverkauft.
Im September 2024 wurde bekannt, dass sich der Comedian Luke Mockridge in einem Podcast diffamierend über paralympische Athleten geäußert hatte. Verschiedene Medien wiesen darauf hin, dass die Kontroverse nicht auf Mockridge verengt werden dürfe, sondern auch andere Entertainer einbeziehen müsse, die sich abwertend über Menschen mit Behinderung geäußert hätten, wie Felix Lobrecht (in der Netflix-Show Felix Lobrecht Hype) oder Chris Tall.

## Rezeption und Kritik

### Kritiken fürAll You Can Eat
Für das dritte Bühnenprogramm All You Can Eat wurden seit der Veröffentlichung im Januar 2025 in der ARD Mediathek kritische Stimmen laut. Die Show wurde etwa als „verstörend“ oder „frauenfeindlich“ bezeichnet.
So spricht er sexistisch abwertend über Frauen und behauptet ergänzend „Gebt es zu, jeder von euch Männern da draußen hat schon mal selbst so etwas wie 'Loch ist Loch' gesagt“. Auch eine soziale „Abgrenzung nach unten“ im Programm wurde kritisiert. Neben negativen Stimmen zur Bühnenshow gibt es auch positive Kritiken: So schreibt die Welt, dass gute Comedy jene sei, die zum Lachen bringe. Das habe Lobrecht geschafft, auch bei denen, die von seinen Witzen betroffen sind. Auch die Süddeutsche Zeitung attestiert den Besuchern der Show, „auf der richtigen Seite“ zu stehen, da Lobrecht im Programm regelmäßig selbst von „toxisch“ und „alten weißen Männern“ spricht. Der Vorwurf, er reproduziere Abwertendes über Minderheiten, sei jedoch nicht neu und „auch nicht falsch“. Zudem hinterfragt die Kritik den „öffentlich-rechtlichen Auftrag“ der ARD.

## Auszeichnungen
- 2018: Deutscher Comedypreis – Bester Newcomer
- 2019: 1 Live Krone – Comedy-Krone
- 2020: WDR Publikumspreis – Mein Hörbuch 2019 für Sonne und Beton (im Rahmen des Deutschen Hörbuchpreises)
- 2020: Deutscher Comedypreis – Bester Komiker[36]
- 2020: Deutscher Comedypreis – Bester Comedy-Podcast (Männer) für Gemischtes Hack
- 2020: 1 Live Krone – Comedy-Krone für Gemischtes Hack
- 2021: Deutscher Comedypreis – Bester Komiker
- 2022: Bayerischer Filmpreis – Drehbuch für Sonne und Beton
- 2023: Deutscher Comedypreis – Erfolgreichstes Live-Programm (All You Can Eat)[23][37]
- 2024: Berliner Bär (B.Z.-Kulturpreis) – für Sonne und Beton[38]

## Werke

### Bücher
- Sommer in Neukölln, Diedorf: Unsichtbar Verlag, 2014, ISBN 978-3-95791-000-4.[39]
- 10 Minuten? Dit sind ja 20 Mark!, zusammen mit Malte Rosskopf, Satyr-Verlag, Berlin 2015, ISBN 978-3-944035-55-0.
- Sonne und Beton, Ullstein-Verlag, Berlin 2017, ISBN 978-3-96101-002-8.

### Bühnenprogramme
- Kenn ick
Live-Aufzeichnung im Columbia-Theater, Berlin (2017)
Tonmitschnitt in Berlin, Köln: auf CD, Sony Music, Köln 2018, Verlags- und Firmenbestellnummer: 88985482412[39]
- Hype
Live-Aufzeichnung und Tonmitschnitt in der Laeiszhalle, Hamburg (Februar 2020)[40]
- All You Can Eat
Live-Aufzeichnung in der Mercedes-Benz Arena, Berlin (28. und 29. September 2023)[22]
- Sell Out

### Mitwirkung in Fernsehserien
- MaiThink X – Die Show (2022) in einer Nebenrolle als Fischhändler[41]
- Hungry (2024) in einer Nebenrolle als Kantinenangestellter[42]

### Musik
| Jahr | Titel Album                 | Höchstplatzierung, Gesamtwochen, AuszeichnungChartsChartplatzierungen (Jahr, Titel, Album, Platzierungen, Wochen, Auszeichnungen, Anmerkungen) | Anmerkungen                                                                                        |
| Jahr | Titel Album                 | DE | Anmerkungen                                                                                        |
| ---- | --------------------------- | --- | -------------------------------------------------------------------------------------------------- |
| 2021 | Unten kommt die Gurke rein  | DE48 (1 Wo.)DE | Erstveröffentlichung: 3. Dezember 2021 feat. Tommi Schmitt (als "Die Sacknähte") und Ikke Hüftgold |
| 2024 | Flipse, komm in meine Ritze | DE—DE | Erstveröffentlichung: 25. Juli 2024 feat. Dennis und Benni Wolter                                  |